# 敖德萨铁路局

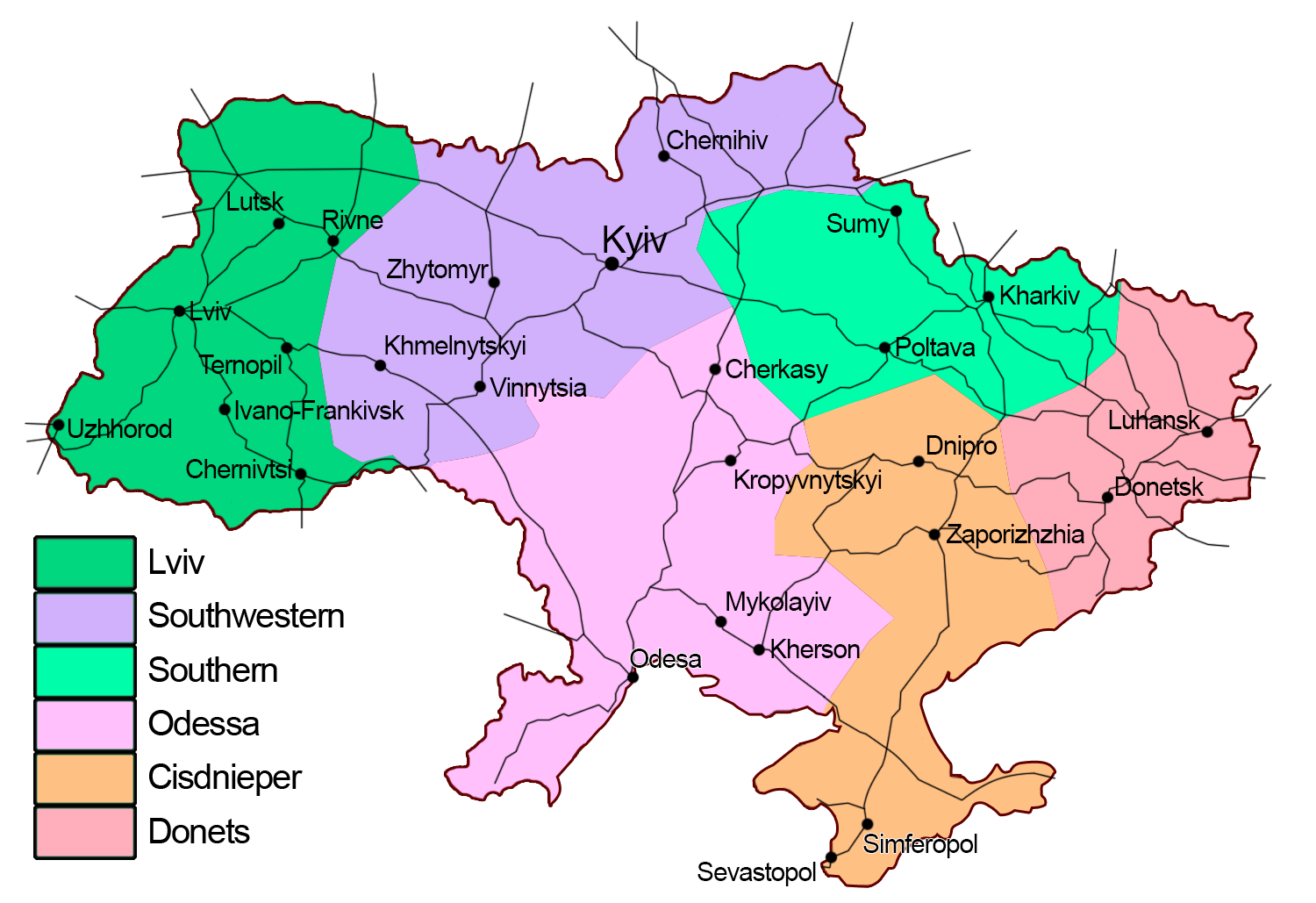
營運地區

敖德萨铁路局（羅馬化：Odeska zaliznitsya）是乌克兰铁路的铁路管理局之一，负责管辖乌克兰南部地区的铁路系统，包括敖德萨州、尼古拉耶夫州、赫尔松州、切尔卡瑟州、基洛沃格勒州和文尼察州的铁路，总部位于敖德萨，营业里程超过4,000公里。敖德萨铁路局相邻西南铁路局、南方铁路局和第聂伯河沿岸铁路局，并与邻国的摩尔多瓦铁路连接。

## 枢纽车站
- 敖德萨
- 科托夫斯克
- 比爾霍羅德-德涅斯特羅夫斯基
- 尼古拉耶夫
- 赫尔松
- 切尔卡瑟
- 波莫什纳亚
- 兹纳缅卡